# Ernest Augustus, Elector de Braunschweig-Lüneburg
Ernest Augustus (germană Ernst August; latină Ernestus Augustus; 20 noiembrie 1629 – 23 ianuarie 1698) a fost Duce de Brunswick-Lüneburg și conducător al Principatului Calenberg (cu capitala la Hanovra). A fost tatăl regelui George I al Marii Britanii.

## Biografie
Ernest Augustus s-a născut la Herzberg am Harz ca fiu al lui George, Duce de Brunswick-Lüneburg și a Anne Eleonore de Hesse-Darmstadt. Ernest Augustus a fost descendent din linia albertiniană a Casei de Habsburg și descendent al Casei de Hohenzollern. În 1658 el s-a căsătorit la Heidelberg cu Sofia de Hanovra. Fiind al patrulea fiu el avea puține șanse să-l succeadă pe tatăl său, așa că în 1662 rudele sale l-au numit administrator de Osnabrück. După ce doi dintre frații săi mai mari au murit fără moștenitori, Ernest Augustus a moștenit o parte din teritoriile tatălui său în 1679.
În 1683, cu toate protestele celor cinci fii mai mici ai săi, Ernest Augustus a instituit dreptul de primogenitură, astfel încât teritoriul său să nu mai fie divizat după moartea sa. El a participat la Războiul dintre Liga Sfântă și Imperiul Otoman de partea împăratului Leopold I. În 1692 a fost numit prinț-elector de către împărat, totuși dreptul său de a alege nu a intrat în vigoare până în 1708.
Ernest Augustus a murit în 1698 la Herrenhausen, la vârsta de 68 de ani. A fost succedat ca duce de fiul său cel mare George I Louis, care mai târziu a devenit rege al Marii Britanii.

## Arbore genealogic
1. ↑  Find a Grave, accesat în 22 martie 2024
2. ↑  Catholic-Hierarchy.org, accesat în 22 octombrie 2020
3. ↑  IdRef, accesat în 23 mai 2020